# Bujniccy
Bujniccy – wymarły, polski ród książęcy (kniaziowski) pochodzenia wielkolitewskiego. Protoplastą rodu był Jerzy Tołoczko, przodek dynastii Giedyminowiczów, poprzez ród Kiejstutowiczów.
Bujniccy wygaśli w linii męskiej w 1506 roku wraz ze śmiercią Aleksa Bujnickiego.

## Etymologia nazwiska
Nazwisko rodu Bujnickich ma charakter odmiejscowy i wywodzi się od Bujnicz, położonych na południe od Mohylewa.

## Pochodzenie
Bujniccy są rodem książęcym (kniaziowskim), o wielkolitewskim pochodzeniu etnicznym. Należeli do gałęzi rodu Kiejstutowiczów z dynastii Giedyminowiczów. Jest to najprawdopodobniej jedyny ród pochodzący od księcia Kiejstuta Giedyminowicza .
Protoplastą Bujnickich był, żyjący w połowie XIV-go wieku, książę Jerzy Tołoczko – syn księcia Iwana Wojdata, a wnuk wspomnianego Kiejstuta . 

## Historia
Pierwszy ślad istnienia Jerzego Tołoczki, protoplasty rodu, udaje się odnaleźć na dokumencie przywileju księcia Witolda w 1399 roku, nadanemu kanonikom wileńskim, a obejmującemu przekazanie im ziemi berezyńskiej, odłączonej od Rohaczewa, którą poprzednio nadał „kniaziu Jurju Tołoczku”. Ziemię berezyńską przeniósł następnie do sąsiedniego majątku streszyńskiego.
Ostatnim męskim przedstawicielem był kniaź Aleksy, zmarły w 1506 r., który cały swój majątek zapisał na monaster pieczerski w Kijowie oraz cerkwie w Wysokiem i Bujniczach.